# David Martin (spéléologue)
 (août 2017).
Si vous disposez d'ouvrages ou d'articles de référence ou si vous connaissez des sites web de qualité traitant du thème abordé ici, merci de compléter l'article en donnant les références utiles à sa vérifiabilité et en les liant à la section « Notes et références ».
Pour les articles homonymes, voir Martin et David Martin.
David Martin est né le 27 mars 1842 au hameau de Lallée, commune de Saint-Jacques-en-Valgodemard (Hautes-Alpes). Il est décédé le 26 septembre 1918 à Gap.
Instituteur puis professeur, il fut conservateur du musée de Gap après sa retraite.
Son frère, l'abbé Alphonse Martin, curé de Saint-Étienne-en-Dévoluy, lui fait découvrir la spéléologie dans les gouffres du massif du Dévoluy. Devant l'importance de ces cavités, il fit appel à Édouard-Alfred Martel en 1889. Il l'accompagna et participa aux explorations lors des campagnes de 1896 et 1899. En juillet 1914 il fit de nouveau appel, en vain, à Martel pour l'aider à explorer les gouffres de l'Enclus, de l'Obiou, du Faraud et du haut plateau de Bure.
David Martin organisa des fouilles archéologiques dans plusieurs cavités des Hautes-Alpes, hors du Dévoluy : grottes de Sigottier, grotte de Jubéo.
Le nom de Chourum Martin fut donné par Martel à un gouffre du Dévoluy, en hommage à David Martin, qu'il respectait beaucoup pour son érudition.